# Château de la Salle (Meillers)
Pour les articles homonymes, voir Château de la Salle et Château de La Grande-Salle.
Le château de la Salle est un édifice situé à Meillers, en France.

## Localisation
Le château est situé sur le territoire de la commune de Meillers dans le département de l'Allier, en région Auvergne-Rhône-Alpes.

## Description
Le château présente certaines dispositions architecturales originales : des corps de bâtiments disposés selon un plan en croix, avec murs pignons et contreforts circulaires disposés à chaque angle.

## Historique
Le château date du XIIIe siècle, et il a été agrandi à la fin du XVe siècle.
L'ensemble, le château en totalité, y compris les douves, la cour d'honneur, et les décors intérieurs comprenant notamment quatre cheminées monumentales, est inscrit au titre des monuments historiques par arrêté du 7 novembre 2000.